# Hannes Oja
Hannes Oja (* 29. März 1919 in Martna; † 17. Dezember 2012 in Toronto) war ein estnischer Journalist und Dichter.

## Leben
Oja besuchte bis 1933 das Gymnasium von Haapsalu, danach war er in der Landjugendbewegung aktiv und lernte später noch ein Jahr auf der höheren Landwirtschaftsschule in Uuemõisa (1942–1943). Als während der deutschen Besetzung Estlands im Zweiten Weltkrieg 1943 die Einberufung in die Wehrmacht drohte, setzte Oja sich nach Finnland ab und kämpfte in den Reihen der finnischen Armee gegen die Sowjetunion. 1944 ging er nach Schweden, von wo er 1951 nach Kanada weiterzog. Er arbeitete u. a. als Buchhalter, Industriearbeiter und Arbeitsdirektor.

## Werk
Ojas erste Gedichtversuche können auf das Jahr 1929 datiert werden, als er noch zur Grundschule ging. Gedruckt wurde er zum ersten Mal in einem Schüleralmanach in Estland, aber seinen ersten Gedichtband brachte er erst im kanadischen Exil heraus. Ihm folgten mit größeren Abständen drei weitere, wobei die Kritik schon beim zweiten Band eine erhebliche Reifung feststellte. Insgesamt ist seine Lyrik als „melancholische Erinnerungs- und Naturdichtung“ charakterisiert worden.
Weitaus aktiver war Oja als Journalist und Kritiker. Von 1975 bis 1986 war er Redakteur der exilestnischen Zeitung Vaba Eestlane ('Der freie Este') in Toronto, erneut von 1997 bis 2001. Daneben war er in der Veteranenbewegung aktiv und gehörte – neben Raimond Kolk, Arved Viirlaid und anderen – der Redaktion einer Zeitschrift an, die sich dem Schicksal der estnischen Soldaten, die in Finnland gekämpft hatten, widmete. 2002 publizierte er eine Monographie zu dem Thema.

## Bibliografie
- Koputused eneses ('Klopfen im Selbst'). Toronto: s.n. 1955. 62 S.
- Märgid mõtteliival ('Zeichen auf dem Gedankensand'). Stockholm: Kirjastus Vaba Eesti 1964, 75 S.
- Tunnete purdel ('Auf dem Steg der Gefühle'). Stockholm: Kirjastus Vaba Eesti 1967, 76 S.
- Järvealune kirikukell ('Die Kirchenglocke unter dem See'). Toronto: Maarjamaa 1988. 72 S.